# Loix
Loix – miejscowość i gmina we Francji, w regionie Nowa Akwitania, w departamencie Charente-Maritime.
Według danych na rok 1990 gminę zamieszkiwało 561 osób, a gęstość zaludnienia wynosiła 84 osób/km² (wśród 1467 gmin regionu Poitou-Charentes Loix plasuje się na 511. miejscu pod względem liczby ludności, natomiast pod względem powierzchni na miejscu 1001.).